# Adams Lake Park
Adams Lake Park är en park i Kanada.   Den ligger i provinsen British Columbia, i den södra delen av landet, 3 300 km väster om huvudstaden Ottawa. Adams Lake Park ligger 646 meter över havet. Den ligger vid sjön Adams Lake.
Terrängen runt Adams Lake Park är kuperad åt sydväst, men åt nordost är den bergig. Adams Lake Park ligger nere i en dal. Runt Adams Lake Park är det mycket glesbefolkat, med 3 invånare per kvadratkilometer.. Närmaste större samhälle är Chase, 18,8 km söder om Adams Lake Park.
I omgivningarna runt Adams Lake Park växer i huvudsak barrskog.